# Carlos Baldomir
Carlos Manuel Baldomir (* 30. April 1971 in Santa Fe, Argentinien) ist ein argentinischer Profiboxer und ehemaliger WBC-Weltmeister im Weltergewicht.

## Laufbahn
Baldomir wurde 1993 Profi und boxte zunächst ausschließlich in Argentinien. 1996, 1997 und 1998 verlor er jeweils Kämpfe um die argentinische Meisterschaft im Weltergewicht. Im Juni 1998 unterlag er in seinem erst zweiten Auftritt außerhalb Argentiniens in Kopenhagen nach Punkten gegen den Dänen Søren Søndergaard, gegen den früheren Leicht- und Supermittelgewichtstitelträger Dingaan Thobela gelang ihm in Südafrika ein Unentschieden.
Durch eine lange Erfolgsserie von achtzehn Kämpfen ohne Niederlage seit 1998 konnte er sich schließlich für einen Ausscheidungskampf der WBC qualifizieren. Baldomir setzte sich dort durch und erwarb sich damit das Recht, den Weltergewichtsweltmeister Zab Judah herausfordern zu dürfen. Judah besaß zu diesem Zeitpunkt neben dem WBC-Gürtel auch die Titel der WBA und IBF. Da Baldomir allerdings nur die Gebühren des WBC-Verbandes zahlte, ging es in ihrem Duell auch nur um deren Gürtel. Baldomir konnte Judah am 7. Januar 2006 im New Yorker Madison Square Garden als klarer Außenseiter sensationell besiegen und sich somit den WBC-Titel sichern, der erste bedeutenden Titel seiner Karriere in seinem bereits dreizehnten Profijahr.
In seiner ersten Titelverteidigung besiegte er am 22. Juli 2006 Arturo Gatti durch technischen K. o. in der neunten Runde. Als Nächstes kam es am 4. November 2006 zum prestigeträchtigen Aufeinandertreffen mit dem ungeschlagenen Floyd Mayweather Jr., an den er allerdings seinen Titel durch eine deutliche Punktniederlage verlor.